# ジョージ・デイヴィス (サッカー選手)
ジョージ・デイヴィス（George Davies、1996年11月16日 - ）は、シエラレオネ共和国・フリータウン出身のプロサッカー選手。シエラレオネ代表選手。FCアドミラ・ヴァッカー・メードリング所属。ポジションは、FW / MF。

## 経歴

### クラブ
幼少期、母国シエラレオネでサッカーを始め、16歳の時ガーナ共和国にあるエリート育成アカデミーであるライト・トゥ・ドリームに入団する。さらにイングランド・プレミアリーグに所属するマンチェスター・シティFCの下部組織でサッカーの教育を受ける。
2014年、ドイツ・ブンデスリーガ2部のSpVggグロイター・フュルトに移籍する。12月16日のVfLボーフム戦でプロデビューを果たす。
2017年1月、オーストリア・ブンデスリーガ2部のフローリツドルファーACにレンタル移籍する。15試合に出場し、1得点3アシストを決める。
2017年7月、2020年6月までの3年契約でオーストリア・ブンデスリーガのSKNザンクト・ペルテンへ移籍する。
2021-22シーズン、リーグ戦において24試合に出場し5得点5アシストを決めた。
2022年12月19日、FCアドミラ・ヴァッカー・メードリングへの完全移籍が発表された。

### シエラレオネ共和国代表
2013年以降、シエラレオネA代表に招集され、2019年9月に始まったFIFAワールドカップ・アフリカ予選の試合にも出場している。

## タイトル
リガFC
- ヴィルスリーガ 優勝：1回（2018）
- ラトビヤス・カウス(国内カップ戦) 優勝：1回（2018）